# Enrico Golinucci
Enrico Golinucci (sinh ngày 16 tháng 7 năm 1991) là cầu thủ bóng đá người San Marino thi đấu ở vị trí tiền vệ cho Folgore và Đội tuyển bóng đá quốc gia San Marino.

## Thống kê sự nghiệp
Tính đến 26 tháng 9 năm 2022
| San Marino | San Marino | San Marino |
| Năm        | Trận       | Bàn thắng  |
| ---------- | ---------- | ---------- |
| 2014       | 1          | 0          |
| 2015       | 2          | 0          |
| 2016       | 1          | 0          |
| 2017       | 2          | 0          |
| 2018       | 4          | 0          |
| 2019       | 7          | 0          |
| 2020       | 4          | 0          |
| 2021       | 12         | 0          |
| 2022       | 3          | 0          |
| Tổng cộng  | 36         | 0          |